# Machaerota pugionata
Machaerota pugionata är en insektsart som beskrevs av Carl Stål 1865. Machaerota pugionata ingår i släktet Machaerota och familjen Machaerotidae. Inga underarter finns listade i Catalogue of Life.